# Taiwanascus
Taiwanascus es un género de hongos en la familia Niessliaceae. Fue circunscripto en el 2007 para contener a la especie tipo, Taiwanascus tetrasporus, que crece en madera en descomposición en Taipéi, Taiwán. T. samuelsii, que fue descripto a partir de ejemplares recogidos en los Ghats Occidentales, India, fue incorporado al género en el 2013.